# Julius Mac Leod
Julius Mac Leod, né le 19 février 1857 à Ostende et mort le 3 mars 1919 à Gand, est un botaniste, biologiste, professeur à l’Université de Gand et directeur du Jardin botanique de Gand.

## Ascendance
Son père, Aimé Mac Leod, était issu d'une famille d'origine écossaise établie en Flandre au début du XVIIIe siècle.
Sa mère, Sophie Fredericq, était la demi-sœur des écrivaines Virginie et Rosalie Loveling de Nevele.  Une autre demi-sœur, Pauline Loveling, était la mère de l'écrivain Cyriel Buysse.

## Biographie
Mac Leod développa dès 1894 une théorie sur les stratégies de multiplication des végétaux.
Nommé professeur à l'Université de Gand, Julius Mac Leod fut un défenseur de la néerlandisation de l'université. Lors du 23e Congrès néerlandais linguistique et littéraire de 1896, fut fondé le premier comité universitaire flamand. Dans son rapport de 1897, Mac Leod lança un appel pour une néerlandisation progressive de l’université, qui ne devint une réalité qu'en 1930.
Au début de la Première Guerre mondiale, Mac Leod se réfugia en Angleterre, où il remplit plusieurs missions auprès de l’Université de Manchester. Après la guerre, en 1919, ses biens — en Belgique — furent pillés et détruits, bien qu’il n’ait jamais touché à l’activisme[réf. nécessaire]. Quelques semaines après, il mourut de la grippe espagnole.
Lors de l'élection du plus grand professeur à l'Université de Gand, en 2006, il fut sélectionné, sans pourtant atteindre la liste des dix premiers.

## Œuvres
- (nl) Leiddraad bij het Onderwijzen en Aanleeren der Dierkunde : Algemeene Dierkunde, Willemfonds, no 104, 1883.
- (nl) Leiddraad bij het Onderwijzen en Aanleeren der Dierkunde : De Werveldieren, Willemfonds, no 107, 1884.
- (nl) Leiddraad bij het Onderwijzen en Aanleeren der Plantenkunde : Algemeene Plantenkunde, Gand, Natuurwetenschappelijk Genootschap van Gent, 1884, 135 p. : 9 pl., 88 fig.
- (nl) Leiddraad bij het Onderwijzen en Aanleeren der Plantenkunde : Beschrijvende Plantenkunde, Gand, 1884, 112 p. : 82 fig.
- (nl) « De plantengrooei in Sahara », Nederlandsch Museum, 1886.
- (nl) « De vesrpreiding der planten », Nederlandsch Museum, 1887.
- (nl) « Deken De Bo’s kruidwoordenboek en de Nederlandsche wetenschappelijke taal », Nederlandsch Museum, 1888.
- (nl) « Betrekkingen tussen planten en mieren », Nederlandsch Museum, 1888.
- (nl) Leiddraad bij het Onderwijzen en Aanleeren der Dierkunde : De wervellooze Dieren, Willemfonds, no 117, 1888.
- (nl) « De Pyreneeënbloemen en hare Bevruchting door insecten : eene bijdrage tot de Bloemengeographie », dans Botanisch Jaarboek Dodonaea, vol. 3, 1891, p. 260-485
- (nl) J. Mac Leod et G. Staes, Geïllustreerde Flora voor België, Gand, 1892.
- (nl) Beginselen der Plantenkunde, Gand, J. Vuylsteke, 1895, 118 p.
- (nl) « Erfelijkheid », Tijdschrift van het Willems-Fonds gewijd aan Letteren, Kunsten et Wetenschappen, 1896.
- (nl) « Het Nederlandsch en de Wetenschap », dans les Verslagen en Mededeelingen des Koninglijke Vlaamse Academie voor Taal- en Letterkunde, 1891.
- (nl) Over de vervlaamsching der Gentsche Hoogeschool, 1903.
- (en) The Quantitative Method in Biology, Manchester University Press, 1919, xii+228 p.